# مقاطعة بيري (تينيسي)
مقاطعة بيري هي مقاطعة في تينيسي، بلغ عدد سكانها 7٬915  نسمة، في 2010، عاصمتها ليندين، تبلغ مساحتها 1٬095 كيلومتر مربع.

## الموقع
تشترك في الحدود مع:
- مقاطعة همفريز
- مقاطعة واين (تينيسي).

## التقسيمات الإدارية
- ليندين.